# مدرجات المسرح (فريانا)
مدرجات المسرح فريانة  هو معلم أثري تونسي مصنف من قبل المعهد الوطني للتراث يقع في ولاية القصرين في الجنوب الغربي التونسي، تحديدا في مدينة القصرين تم تصنيف المعلم في يوم 1893.